# 光物性
光物性（ひかりぶっせい、英語：optical physics）は物理学の研究分野の1つで、電磁波と物質との相互作用について扱う学問である。

## 概要
電磁波が物質に入射した際に生じる物理現象を対象とし、物質中の原子・分子や電子の集団と電磁波との相互作用をミクロな観点から取り扱う。研究対象としては、相互作用によって生じる物質の変化（光学的性質）や、電磁波の振る舞いなどである。
波動光学が電磁波の波動性および物質との相互作用を扱い、量子光学が電磁波の量子力学的な振る舞いおよび物質との相互作用を扱う基礎物理分野であるのに対して、光物性はそれらの応用物理として特に電磁波と物質の相互作用について研究する分野である。
また別の見方をすれば、物性物理学が物質のさまざまな性質を研究する分野であるのに対して、光物性は特に電磁波を入射した際の物性および電磁波の変化について研究する分野である。
つまり、波動光学や量子光学（あるいはそれらを含む光学）よりも物性寄りで、物性物理学の中でも電磁波によるものを扱うという点で、両者の中間領域と言える。そのため、これらの領域の境界はしばしば不明瞭である。

## 必要となる物理分野・基礎知識
- 電磁気学
- 量子力学
- 熱力学、統計力学
- 光学（幾何光学、波動光学、量子光学）
- レーザー

## 周辺領域
- 物性物理学
- 量子光学

## 主に扱われる物理現象
- 反射・透過、屈折、散乱
- 遷移 - 光吸収、発光（自然放出・誘導放出）
- 励起状態
  - 電子励起 - バンド間遷移、励起子、励起子ポラリトン
  - 振動励起 - フォノン、フォノンポラリトン
  - 回転遷移
- 非線形光学（非線形物理学）